# Trachydium trifoliatum
Trachydium trifoliatum är en flockblommig växtart som beskrevs av H.Wolff. Trachydium trifoliatum ingår i släktet Trachydium och familjen flockblommiga växter. Inga underarter finns listade i Catalogue of Life.